# Sebekhotep IV
Janeferra Sebekhotep, también conocido como Sebekhotep IV, fue un faraón de la dinastía XIII de Egipto, que gobernó durante unos diez años, de  1685 a 1675 a. C. o hasta  1685 a. C. Fue uno de los reyes más poderosos de la dinastía y uno de los pocos del que se conocen datos familiares.
En el Canon Real de Turín es nombrado, en el registro VI-27, Ja...neferra Sebekhotep, que significa "Hermosa es la apariencia de de Ra, Sobek está satisfecho", y aunque la duración de su reinado no se ha conservado íntegra, como mínimo sería de ocho años. La Lista Real de Karnak sitúa a Sebekhotep inmediatamente después de Neferhotep I, omitiendo el corto reinado de Sahathor.
La documentada campaña de guerra en la Baja Nubia es una prueba de la política ofensiva en esos tiempos, sin embargo algunos eruditos (W. Helck) sugieren que en tiempos de Sebekhotep (o poco después de terminar) hubo un declive de poder gubernamental que originó la formación de varios principados independientes. En esa época, quizás, surgieron los reyes hicsos en el Delta.

## Biografía
Según una estela hallada en el templo de Karnak, este faraón era originario de Tebas. Su padre, Chaanchef, era sacerdote y su madre Kemi pertenecía a la familia real; su abuelo era un militar llamado Nehy que tenía el título de Soldado de la ciudad (anx n nwt), cuya esposa fue Senebtisi. Probablemente bisnieto (o tataranieto) por parte de madre, de Amenemhat III. Era hermano de Neferhotep I (Jasejemra), del que seguramente fue sucesor gracias a la intervención de su predecesor, el faraón Sahathor. Es sorprendente la medida en que estos dos soberanos, que no eran príncipes reales, destacaron su origen en los monumentos; en algunas inscripciones de su hermano Neferhotep I en Asuán aparece como hijo del Rey. Dado que el padre no era faraón y ellos mismos lo reconocían, ésta es una buena prueba de que era un título honorífico que no indicaba una verdadera filiación.
La familia conocida consistía en su esposa Tyan y sus hijos Sebekhotep Miu, Sebekhotep Djadja, Chaanchef y Amenhotep y una hija, Nebetiunet.
Sebekhotep IV fue probablemente el más importante de los gobernantes de la dinastía XIII. Reinó de ocho a diez años, y algunas fuentes indican que llevó a cabo una campaña contra Kush; En el British Museum de Londres hay un fragmento de una inscripción que parece informar sobre la guerra con Kush, pero su interpretación es polémica. Sobre esta campaña trata quizás también una estela de respeto. También se menciona la rebelión del Delta.
Se conoce el nombre de su chaty, Neferkara Iymeru, el del tesorero, Senebi, y un alto funcionario, Nebanj. Neferkara Iymeru dirigió la construcción del Templo del millón de años, y es conocido por muchos testimonios. Senebi ya había tenido el mismo cargo con Neferhotep I, y Nebanj asistió a una expedición al uadi el-Hudi encabezada por el faraón.

## Testimonios de su época
Este gobernante dejó numerosos monumentos por todo Egipto como signo y proclamación del gran poder de su reinado.
- Una estatua sedente del faraón, procedente de Tanis, que se conserva en el Museo del Louvre. Es posible que originaramente estuviese en Menfis.
- Una estatua en Hutsneferu.[5]
- Restos de construcciones en Abydos.[6]
- Una inscripción en la estatua de Neferkara Iymeru, donde habla de su Casa del millón de años.[7]
- La estela de Edfu, citando el 8º año de reinado de Sebekhotep.
- Una estela, encontrada en el templo de Amón, en Karnak, indicando que nació en Tebas.
- Varias inscripciones sobre las expediciones al uadi el-Hudi y al uadi Hammamat, y el informe de la adquisición de materias primas.

## Titulatura
| Titulatura | Jeroglífico | Transliteración (transcripción) - traducción - (referencias) |

| G5 |

| G5 |

| S34 | ib | N17 · N17 |

| S34 | ib | N17 · N17 |

| S34 | ib | N17 · N17 |

| S34 | ib | N17 · N17 |

| G5 |

| G5 |

| S34 | ib | N17 · N17 |

| S34 | ib | N17 · N17 |

| S34 | ib | N17 · N17 |

| S34 | ib | N17 · N17 |

| G16 |

| G16 |

| M13 | N28 · D36 | G43 | Y1V | Z3 |

| M13 | N28 · D36 | G43 | Y1V | Z3 |

| G16 |

| G16 |

| M13 | N28 · D36 | G43 | Y1V | Z3 |

| M13 | N28 · D36 | G43 | Y1V | Z3 |

| G8 |

| G8 |

| F12 | S29 | G30 |

| F12 | S29 | G30 |

| G8 |

| G8 |

| F12 | S29 | G30 |

| F12 | S29 | G30 |

| N5 | N28 · D36 | F35 |

| N5 | N28 · D36 | F35 |

| N5 | N28 · D36 | F35 |

| N5 | N28 · D36 | F35 |

| N5 | N28 · D36 | F35 |

| N5 | N28 · D36 | F35 |

| N5 | N28 · D36 | F35 |

| N5 | N28 · D36 | F35 |

| N5 | N28 · D36 | F35 |

| N5 | N28 · D36 | F35 |

| N5 | N28 · D36 | F35 |

| N5 | N28 · D36 | F35 |

| N5 | N28 · D36 | F35 |

| N5 | N28 · D36 | F35 |

| N5 | N28 · D36 | F35 |

| N5 | N28 · D36 | F35 |

| N5 | N28 · D36 | HASH | F35 | I4 | R4 · p · t |

| N5 | N28 · D36 | HASH | F35 | I4 | R4 · p · t |

| N5 | N28 · D36 | HASH | F35 | I4 | R4 · p · t |

| N5 | N28 · D36 | HASH | F35 | I4 | R4 · p · t |

| N5 | N28 · D36 | HASH | F35 | I4 | R4 · p · t |

| N5 | N28 · D36 | HASH | F35 | I4 | R4 · p · t |

| N5 | N28 · D36 | HASH | F35 | I4 | R4 · p · t |

| N5 | N28 · D36 | HASH | F35 | I4 | R4 · p · t |

| N5 | N28 · D36 | HASH | F35 | I4 | R4 · p · t |

| N5 | N28 · D36 | HASH | F35 | I4 | R4 · p · t |

| N5 | N28 · D36 | HASH | F35 | I4 | R4 · p · t |

| N5 | N28 · D36 | HASH | F35 | I4 | R4 · p · t |

| N5 | N28 · D36 | HASH | F35 | I4 | R4 · p · t |

| N5 | N28 · D36 | HASH | F35 | I4 | R4 · p · t |

| N5 | N28 · D36 | HASH | F35 | I4 | R4 · p · t |

| N5 | N28 · D36 | HASH | F35 | I4 | R4 · p · t |

| I4 | R4 · p · t |

| I4 | R4 · p · t |

| I4 | R4 · p · t |

| I4 | R4 · p · t |

| I4 | R4 · p · t |

| I4 | R4 · p · t |

| I4 | R4 · p · t |

| I4 | R4 · p · t |

| I4 | R4 · p · t |

| I4 | R4 · p · t |

| I4 | R4 · p · t |

| I4 | R4 · p · t |

| I4 | R4 · p · t |

| I4 | R4 · p · t |

| I4 | R4 · p · t |

| I4 | R4 · p · t |